# Higuchi Yasuhiro
Higuchi Yasuhiro (樋口 靖洋 (Thông Khẩu Tĩnh Dương) Higuchi Yasuhiro, sinh ngày 5 tháng 5 năm 1961) là một huấn luyện viên và cựu cầu thủ bóng đá người Nhật Bản.

## Sự nghiệp cầu thủ
Higuchi sinh ngày 5 tháng 5 năm 1961 tại tỉnh Mie. Sau khi tốt nghiệp trung học, ông thi đấu cho Nissan Motors từ năm 1980 đến năm 1984.

## Sự nghiệp huấn luyện viên
Sau khi giải nghệ, năm 1985, Higuchi bắt đầu sự nghiệp huấn luyện viên tại Nissan Motors (sau này là Yokohama F. Marinos) và dẫn dắt cho đến năm 2005. Từ năm 2006, ông dẫn dắt Montedio Yamagata (2006-2007), Omiya Ardija (2008) và Yokohama FC (2009). Năm 2010, ông trở lại Yokohama F. Marinos trên cương vị huấn luyện viên. Năm 2012, ông trở thành huấn luyện viên và dẫn dắt cho đến năm 2014. Năm 2013, câu lạc bộ giành ngôi vị Á quân tại J1 League và chức vô địch tại Cúp Hoàng đế Nhật Bản. Năm 2015, ông ký hợp đồng với Ventforet Kofu và dẫn dắt cho đến tháng 5. Từ năm 2016, ông dẫn dắt YSCC Yokohama.

## Danh hiệu
Yokohama F. Marinos
- Cúp Hoàng đế Nhật Bản: 2013